# 実射影平面
幾何学において実射影平面（じつしゃえいへいめん、英: real projective plane）とは、実数体を基礎体とする二次元の射影空間であり RP2 あるいは P2(R) と表記される。射影幾何学の基本的なモデルのひとつ。他の基礎体から構成された射影空間とは異なり、この幾何学に特有の性質は幾何学的に提示することができる。曲面の微分幾何学的な視点からは実射影平面は（コンパクトで境界のない連結な）向き付け不可能な種数1の曲面である。

## 定義
実射影平面は三次元空間 R3 のゼロでないベクトルを共線関係によって同一視することにより得られる。したがって、実射影平面と原点を中心とする束線との間に標準的な全単射が得られる：実射影平面の各点は直線から原点を除いた集合である。
あるいはアフィン的な用語では、通常の三次元アフィン空間から原点と見做す点を取り除き、原点と共線になる二点を同一視すればよい。

## 構成

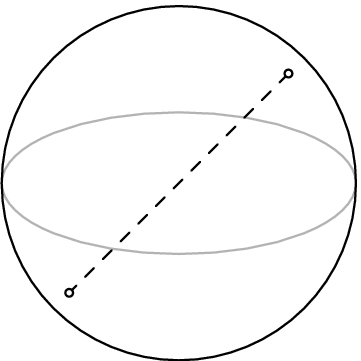
実射影平面は球面の対蹠点を同一視することでも得られる。

実射影平面は正方形の対辺を「貼り合わせる」ことでも得られる。